# Dele Alli
Pour les articles homonymes, voir Alli.
Bamidele Jermaine Alli, plus connu sous le nom de Dele Alli, né le 11 avril 1996 à Milton Keynes en Angleterre, est un footballeur international anglais qui à évolué en professionnel au poste de milieu offensif de 2012 à 2025. 

## Biographie

### Carrière en club

#### Milton Keynes Dons (2012-2015)
Le 2 novembre 2012, à l'âge de 16 ans, il fait ses débuts pour les Milton Keynes Dons, lors d'un match contre le Cambridge City pour le compte de la FA Cup. Grâce à ses bonnes performances, il se fait remarquer en Angleterre et attire les cadors de Premier League, comme Arsenal et Liverpool. Durant la saison 2013-2014, il devient joueur régulier des « Dons ».

#### Tottenham Hotspur (2015-2022)
Le 2 février 2015, il rejoint Tottenham Hotspur, signant un contrat de cinq ans et demi. Cependant, il est prêté aux Milton Keynes Dons pour le reste de la saison 2014-2015. Au terme de la saison, il remporte le titre de jeune joueur de l'année lors des Football League Awards. La saison s'est terminée le 3 mai avec la promotion automatique du Milton Keynes Dons en tant que finaliste derrière Bristol City après une victoire 5-1 à domicile contre le relégué Yeovil Town. Il a inscrit 16 buts et délivré 9 passes décisives lors de cette saison, du jamais vu à son âge.
Le 8 août 2015, il fait ses débuts pour Tottenham Hotspur, dans un match contre Manchester United. Deux semaines plus tard, il marque son premier but avec Tottenham lors d'un match de Premier League face à Leicester City (match nul 1-1). Le 17 septembre 2015, il fait ses débuts européens, lors d'un match de Ligue Europa contre le FK Qarabag. En 2016, il est l'une des révélations de l'année et intègre l'équipe type de la saison en Premier League à 20 ans. Après une première saison de Premier League réussie avec 10 buts et 9 passes décisives, il remporte le trophée du meilleur jeune joueur du championnat.

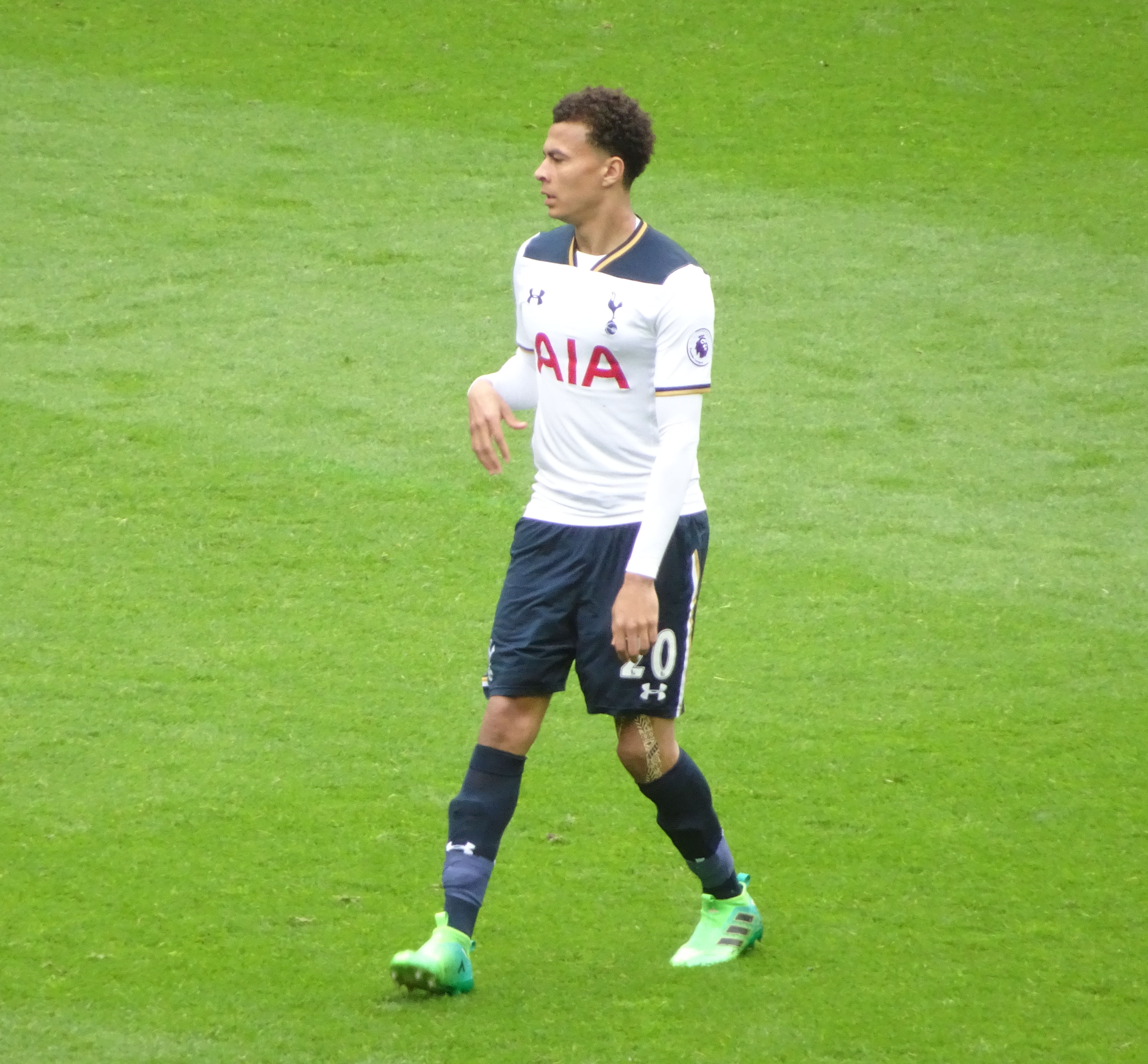
Dele avec les Spurs en 2016-2017.

Il réalise une exceptionnelle saison 2016-2017 en marquant 22 buts au total, dont 18 en Premier League. Le 4 janvier, il inscrit un doublé de la tête contre le futur champion Chelsea (2-0), mettant un terme à une série de 13 victoires consécutives des Blues. Il est élu meilleur jeune joueur du championnat pour la seconde année consécutive. En juin 2017, sa valeur de transfert est estimée à 155,1 millions d'euros par le Centre international d’économie du sport, soit la deuxième plus forte valeur dans le monde après Neymar.
Le 1er novembre, il inscrit un doublé en Ligue des champions face au Real Madrid lors d'un victoire 3-1, pour son premier match de la saison en Ligue des champions. En avril 2018, il se montre décisif en l’absence de Harry Kane en marquant un doublé contre Chelsea à Stamford Bridge (1-3). Cette victoire est la première de Tottenham sur le terrain des Blues depuis 1990. Il termine sa saison avec 14 buts inscrits et 16 passes décisives distribuées. En juin 2018, sa valeur de transfert est estimée à 171 millions d'euros par le Centre international d’économie du sport, soit la sixième plus forte valeur dans le monde.
Le 28 novembre 2018, il distribue une passe décisive à Christian Eriksen contre l'Inter Milan pour une victoire 1-0 lors de la cinquième journée de la phase de groupes de la Ligue des champions 2018-2019. Le 8 mai, il distribue deux passes décisives à Lucas Moura contre l'Ajax Amsterdam lors d'une victoire 2-3 pour Tottenham. Cette victoire surnommée « le miracle d'Amsterdam » envoie Dele et les Spurs en finale de la Ligue des champions.
Blessé au début de la saison 2019-2020, lui faisant manquer plusieurs matchs, et après avoir plusieurs fois été critiqué pour son irrégularité, Dele Alli revient à son meilleur, en marquant deux buts contre Watford et contre Everton. Il marque également contre l'Olympiakos le 29 novembre 2019 (victoire 4-2) puis inscrit un doublé lors du match suivant contre Bournemouth.
Le 22 août 2021, Dele Alli inscrit son premier but de la saison, lors d'une rencontre de championnat face à Wolverhampton Wanderers. Il permet ainsi à son équipe de s'imposer (0-1 score final). Il s'agit de son premier but en Premier League depuis mars 2020, soit 17 mois.

#### Everton FC (2022-2024)
Il signe dans les dernières heures du mercato un contrat de deux ans et demi avec le club d'Everton. Le montant du transfert serait de 40 millions d'euros, bonus inclus. Il fait sa première apparition sous ses nouvelles couleurs le 8 février 2022, à l'occasion d'un match de championnat face à Newcastle United. Il entre en jeu à la place de Demarai Gray et son équipe s'incline par trois buts à un.

#### Beşiktaş JK (2022-2022)
Le 25 août 2022, Dele Allí est prêté au Beşiktaş JK avec option d’achat.
Il marque son premier but pour Beşiktaş dès sa deuxième apparition, le 4 septembre 2022 contre le MKE Ankaragücü. Titulaire, il participe à la victoire de son équipe (2-3 score final).

### Carrière en sélection

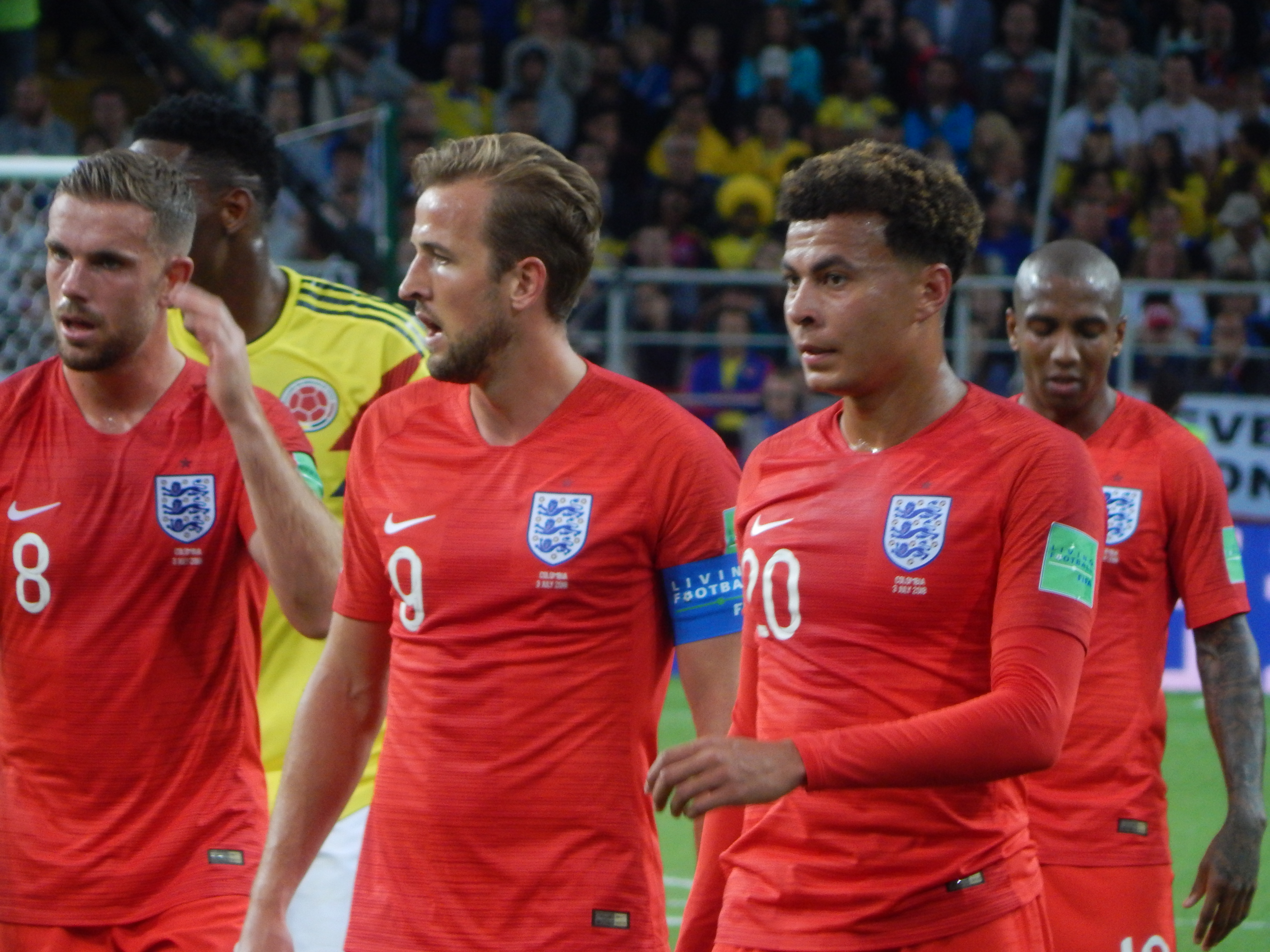
Dele Alli avec son coéquipier de Tottenham Harry Kane (à gauche), lors de la Coupe du monde 2018.

Le 3 septembre 2015, il fait ses débuts pour l'Angleterre espoirs. Le 1er octobre 2015, il est sélectionné par Roy Hodgson faire partie de l'équipe "A", et le 9 octobre 2015 il fait ses débuts lors d'un match contre l'Estonie. Il est appelé en équipe nationale pour affronter l'équipe de France le 17 novembre 2015 et marque son premier but en sélection d'une belle frappe dans la lucarne.
Le 16 mai 2016, il est convoqué en équipe d'Angleterre par le sélectionneur Roy Hodgson pour faire partie de l'effectif provisionnel de l'Euro 2016. Le 11 juin 2016, il participe au premier match européen de son équipe, face à la Russie, il débute titulaire.
Le 8 octobre 2016, il inscrit son second but en sélection lors des qualifications pour le Mondial 2018 face à l'équipe de Malte (2-0), alors que le sélectionneur par intérim des Lions est Gareth Southgate.
Lors du mondial 2018 en Russie, Dele Alli marque un but de la tête en quarts de finale contre la Suède (2-0) et finit quatrième de la compétition à l'issue de la petite finale perdue contre la Belgique (2-0).

### Vie privée
Dele Alli est né à Milton Keynes d'un père nigérian, Kehinde et d'une mère anglaise, Denise. Alli est abandonné par son père qui déménage aux États-Unis une semaine après sa naissance. Il révèle en juillet 2023 avoir souffert d’abus sexuels à l’âge de 5 ans par une amie proche de sa mère, avoir commencé à fumer à 7 ans, avoir vendu de la drogue à 8 ans et avoir été suspendu depuis un pont par un voisin à 11 ans. Il décrit lors d’une interview avec Gary Neville les traumatismes enfouis, ses moyens de compensation qui incluent l’alcool et les addictions notamment aux somnifères qu’il prenait en continu toute la journée. Il ne blâme personne expliquant qu’il a réussi à cacher son état pendant de nombreuses années, refusant de se faire aider, étant bien incapable de s’ouvrir à qui que ce soit. Le jeune Dele était livré à lui-même. Sa mère souffre de problèmes d'alcoolisme. À l'âge de 13 ans, il doit s'installer dans la maison d'Alan et Sally Hickford, les parents d'un jeune joueur du MK Dons. Les Hickford vont élever le jeune Dele Alli ; ce dernier les appelle parents adoptifs bien qu'il n'ait jamais été légalement adopté par eux. Durant l'été 2016, Dele choisit de ne plus porter le nom de « Alli » sur son maillot parce qu'il ne ressent aucun attachement pour le nom de famille de son père, à la suite d'un séjour forcé au Nigeria chez son père, qui sera absent durant la grande majorité de son séjour. Il déclare au cours de l’interview souhaiter inspirer ne serait-ce qu’une personne à se faire aider, à sortir du cycle du trauma et à se confronter à ses douleurs personnelles.

## Statistiques
| Saison                | Club                  | Championnat           | Championnat | Championnat | Championnat | Coupe nationale | Coupe nationale | Coupe nationale | Coupe de la Ligue | Coupe de la Ligue | Coupe de la Ligue | Compétition(s) continentale(s) | Compétition(s) continentale(s) | Compétition(s) continentale(s) | Compétition(s) continentale(s) | Autres compétitions | Autres compétitions | Autres compétitions | Angleterre | Angleterre | Angleterre | Total | Total | Total |
| Saison                | Club                  | Division              | M.          | B.          | P.d.        | M.              | B.              | P.d.            | M.                | B.                | P.d.              | Comp.                          | M.                             | B.                             | P.d.                           | M.                  | B.                  | P.d.                | M.         | B.         | P.d.       | M.    | B.    | P.d.  |
| 2012-2013             | MK Dons               | League One            | 2           | 0           | 0           | 5               | 1               | 0               | -                 | -                 | -                 | -                              | -                              | -                              | -                              | -                   | -                   | -                   | -          | -          | -          | 7     | 1     | 0     |
| 2013-2014             | MK Dons               | League One            | 33          | 6           | 1           | 1               | 0               | 0               | 2                 | 0                 | 1                 | -                              | -                              | -                              | -                              | 1                   | 1                   | 0                   | -          | -          | -          | 37    | 7     | 2     |
| 2014-2015             | MK Dons               | League One            | 39          | 16          | 9           | 1               | 0               | 0               | 4                 | 0                 | 1                 | -                              | -                              | -                              | -                              | -                   | -                   | -                   | -          | -          | -          | 44    | 16    | 10    |
| Sous-total            | Sous-total            | Sous-total            | 74          | 22          | 10          | 7               | 1               | 0               | 6                 | 0                 | 2                 | -                              | -                              | -                              | -                              | 1                   | 1                   | 0                   | -          | -          | -          | 88    | 24    | 12    |
| 2015-2016             | Tottenham Hotspur     | Premier League        | 33          | 10          | 9           | 3               | 0               | 0               | 1                 | 0                 | 0                 | C3                             | 9                              | 0                              | 2                              | -                   | -                   | -                   | 12         | 1          | 2          | 58    | 11    | 13    |
| 2016-2017             | Tottenham Hotspur     | Premier League        | 37          | 18          | 9           | 5               | 3               | 2               | -                 | -                 | -                 | C1+C3                          | 6+2                            | 1+0                            | 2                              | -                   | -                   | -                   | 7          | 1          | 0          | 57    | 23    | 13    |
| 2017-2018             | Tottenham Hotspur     | Premier League        | 36          | 9           | 11          | 7               | 1               | 2               | 2                 | 2                 | 0                 | C1                             | 5                              | 2                              | 4                              | -                   | -                   | -                   | 11         | 1          | 3          | 61    | 15    | 20    |
| 2018-2019             | Tottenham Hotspur     | Premier League        | 25          | 5           | 3           | 1               | 0               | 1               | 4                 | 2                 | 1                 | C1                             | 8                              | 0                              | 3                              | -                   | -                   | -                   | 7          | 0          | 1          | 45    | 7     | 9     |
| 2019-2020             | Tottenham Hotspur     | Premier League        | 25          | 10          | 4           | 5               | 0               | 0               | 1                 | 0                 | 0                 | C1                             | 7                              | 1                              | 1                              | -                   | -                   | -                   | -          | -          | -          | 38    | 11    | 5     |
| 2020-2021             | Tottenham Hotspur     | Premier League        | 15          | 0           | 1           | 2               | 0               | 1               | 2                 | 0                 | 0                 | C3                             | 10                             | 3                              | 3                              | -                   | -                   | -                   | -          | -          | -          | 29    | 3     | 5     |
| 2021-2022             | Tottenham Hotspur     | Premier League        | 10          | 1           | 0           | 1               | 0               | 0               | 2                 | 0                 | 1                 | C4                             | 5                              | 1                              | 0                              | -                   | -                   | -                   | -          | -          | -          | 18    | 2     | 1     |
| Sous-total            | Sous-total            | Sous-total            | 181         | 53          | 34          | 24              | 4               | 7               | 12                | 4                 | 2                 | -                              | 52                             | 8                              | 15                             | -                   | -                   | -                   | 37         | 3          | 6          | 306   | 72    | 64    |
| 2021-2022             | Everton FC            | Premier League        | 11          | 0           | 0           | -               | -               | -               | -                 | -                 | -                 | -                              | -                              | -                              | -                              | -                   | -                   | -                   | -          | -          | -          | 11    | 0     | 0     |
| 2022-2023             | Everton FC            | Premier League        | 2           | 0           | 0           | -               | -               | -               | -                 | -                 | -                 | -                              | -                              | -                              | -                              | -                   | -                   | -                   | -          | -          | -          | 2     | 0     | 0     |
| Sous-total            | Sous-total            | Sous-total            | 13          | 0           | 0           | -               | -               | -               | -                 | -                 | -                 | -                              | -                              | -                              | -                              | -                   | -                   | -                   | -          | -          | -          | 13    | 0     | 0     |
| 2022-2023             | Besiktas JK (prêt)    | Türkish Süper Lig     | 13          | 2           | 0           | 2               | 1               | 0               | -                 | -                 | -                 | -                              | -                              | -                              | -                              | -                   | -                   | -                   | -          | -          | -          | 15    | 3     | 0     |
| 2024-2025             | Côme                  | Serie A               | 1           | 0           | 0           | -               | -               | -               | -                 | -                 | -                 | -                              | -                              | -                              | -                              | -                   | -                   | -                   | -          | -          | -          | 1     | 0     | 0     |
| Total sur la carrière | Total sur la carrière | Total sur la carrière | 282         | 77          | 43          | 33              | 6               | 7               | 18                | 4                 | 4                 | -                              | 52                             | 8                              | 15                             | 1                   | 1                   | 0                   | 37         | 3          | 6          | 423   | 99    | 75    |

### Buts internationaux
| 0 | Date             | Lieu                                  | Adversaire | Score | Résultat | Compétition                       |
| - | ---------------- | ------------------------------------- | ---------- | ----- | -------- | --------------------------------- |
| 1 | 17 novembre 2015 | Stade de Wembley, Londres, Angleterre | France     | 1-0   | 2-0      | Match amical                      |
| 2 | 8 octobre 2016   | Stade de Wembley, Londres, Angleterre | Malte      | 2-0   | 2-0      | Éliminatoires Coupe du monde 2018 |
| 3 | 7 juillet 2018   | Samara Arena, Samara, Russie          | Suède      | 2-0   | 2-0      | Coupe du monde 2018               |

## Palmarès

### En club
- Milton Keynes Dons
  - Vice-champion de Football League One (D3) en 2015.
- Tottenham Hotspur
  - Vice-champion d'Angleterre en 2017.
  - Finaliste de la Ligue des champions en 2019.
  - Finaliste de la Coupe de la Ligue en 2021.

#### Distinctions personnelles
- Membre de l'équipe-type de League One en 2015
- Membre de l'équipe-type de Premier League en 2016 et 2017
- Élu Jeune joueur de l'année PFA (en) de Premier League en 2016 et en 2017.
- Joueur du mois en Premier League en janvier 2017.